# Opposition research
En politique américaine, l'opposition research, ou oppo research, est une pratique de collecte d'informations sur un opposant politique ou adversaire qui peut être utilisée contre lui pour le discréditer ou l'affaiblir. Le terme est utilisé pour se référer non seulement à une collection d'informations mais aussi à son utilisation, en tant que campagne négative.

## Description
Le type d'information peut inclure des histoires ou activités privées, légales, criminelles, médicales, éducatives, ou financières, ainsi que de précédentes couvertures médiatiques, ou un historique électoral d'une personnalité politique. L'opposition research peut aussi utiliser des « traceurs » pour suivre un individu et enregistrer ses activités ou discours politiques.
Les recherches et enquêtes sont habituellement conduites sur la période entre l'annonce d'une candidature et l'élection qui s'ensuit ; mais des organisations politiques maintiennent des bases de données de plus long terme qui peuvent couvrir plusieurs décennies. Cette pratique est à la fois une manœuvre tactique et une mesure peu coûteuse.